# Campeonato Panamericano Junior de Hockey Sobre Césped Femenino de 2008
El Campeonato Panamericano Junior de Hockey Sobre Césped Femenino de 2008 fue la séptima edición del torneo continental para  menores de 21 años. Se realizó en la Ciudad de México del 6 al 12 de octubre de 2008.
Estados Unidos, Chile y Argentina clasificaron a la Copa Mundial Junior a celebrarse en Estados Unidos en 2009.
Estados Unidos logró su primer título panamericano tras vencer en la final a Chile 2-1.

## Primera fase

### Grupo A
| Equipo    | J | G | E | P | GF | GC | DIF | Pts |
| --------- | - | - | - | - | -- | -- | --- | --- |
| Argentina | 3 | 3 | 0 | 0 | 16 | 1  | +15 | 9   |
| México    | 3 | 2 | 0 | 1 | 9  | 5  | +4  | 6   |
| Uruguay   | 3 | 1 | 0 | 2 | 6  | 8  | -2  | 3   |
| Barbados  | 3 | 0 | 0 | 3 | 0  | 17 | -17 | 0   |

|  | Avanzaron a las semifinales. |  | Jugaron del 5º al 8º puesto. |

| 6 de octubre de 2008 | Argentina | 6:0     | Barbados |                                        |                                        |
|                      |           | Reporte |          | Árbitra: Erica Chambers Claudia Videla | Árbitra: Erica Chambers Claudia Videla |

| 6 de octubre de 2008 | Uruguay | 1:2     | México |                                            |                                            |
|                      |         | Reporte |        | Árbitra: Stephanie Judefind Claudia Videla | Árbitra: Stephanie Judefind Claudia Videla |

| 7 de octubre de 2008 | Barbados | 0:4     | Uruguay |                                        |                                        |
|                      |          | Reporte |         | Árbitra: Erica Chambers Claudia Videla | Árbitra: Erica Chambers Claudia Videla |

| 7 de octubre de 2008 | Argentina | 4:0     | México |  |  |
|                      |           | Reporte |        |  |  |

| 9 de octubre de 2008 | Barbados | 0:7     | México |                                      |                                      |
|                      |          | Reporte |        | Árbitra: Erica Chambers Emma Simmons | Árbitra: Erica Chambers Emma Simmons |

| 9 de octubre de 2008 | Uruguay | 1:6     | Argentina |                                            |                                            |
|                      |         | Reporte |           | Árbitra: Stephanie Judefind Claudia Videla | Árbitra: Stephanie Judefind Claudia Videla |

### Grupo B
| Equipo            | J | G | E | P | GF | GC | DIF | Pts |
| ----------------- | - | - | - | - | -- | -- | --- | --- |
| Estados Unidos    | 3 | 2 | 1 | 0 | 29 | 2  | +27 | 7   |
| Chile             | 3 | 2 | 1 | 0 | 20 | 2  | +18 | 7   |
| Trinidad y Tobago | 3 | 1 | 0 | 2 | 11 | 12 | -1  | 3   |
| Bermudas          | 3 | 0 | 0 | 3 | 0  | 44 | -44 | 0   |

|  | Avanzaron a las semifinales. |  | Jugaron del 5º al 8 º puesto. |

| 6 de octubre de 2008 | Chile | 5:1     | Trinidad y Tobago |                                         |                                         |
|                      |       | Reporte |                   | Árbitra: Michelle Joubert Maritza Pérez | Árbitra: Michelle Joubert Maritza Pérez |

| 6 de octubre de 2008 | Estados Unidos | 21:0    | Bermudas |                                           |                                           |
|                      |                | Reporte |          | Árbitra: Arely Castellanos Erica Chambers | Árbitra: Arely Castellanos Erica Chambers |

| 7 de octubre de 2008 | Bermudas | 0:14    | Chile |                                  |                                  |
|                      |          | Reporte |       | Árbitra: Kim Hoyte Maritza Pérez | Árbitra: Kim Hoyte Maritza Pérez |

| 7 de octubre de 2008 | Estados Unidos | 7:1     | Trinidad y Tobago |                                           |                                           |
|                      |                | Reporte |                   | Árbitra: Irene Presenqui Michelle Joubert | Árbitra: Irene Presenqui Michelle Joubert |

| 9 de octubre de 2008 | Bermudas | 0:9     | Trinidad y Tobago |                                          |                                          |
|                      |          | Reporte |                   | Árbitra: Arely Castellanos Maritza Pérez | Árbitra: Arely Castellanos Maritza Pérez |

| 9 de octubre de 2008 | Chile | 1:1     | Estados Unidos |                                           |                                           |
|                      |       | Reporte |                | Árbitra: Michelle Joubert Irene Presenqui | Árbitra: Michelle Joubert Irene Presenqui |

## Fase final

### Del 5° al 8°
| 10 de octubre de 2008 | Uruguay | 13:0    | Bermudas |  |  |
|                       |         | Reporte |          |  |  |

| 10 de octubre de 2008 | Barbados | 1:3     | Trinidad y Tobago |                                         |                                         |
|                       |          | Reporte |                   | Árbitra: Emma Simmons Arely Castellanos | Árbitra: Emma Simmons Arely Castellanos |

### Séptimo puesto
| 12 de octubre de 2008 | Bermudas | 0:4     | Barbados |                                           |                                           |
|                       |          | Reporte |          | Árbitra: Claudia Videla Arely Castellanos | Árbitra: Claudia Videla Arely Castellanos |

### Quinto puesto
| 12 de octubre de 2008 | Uruguay | 3:2     | Trinidad y Tobago |                                   |                                   |
|                       |         | Reporte |                   | Árbitra: Erica Chambers Kim Hoyte | Árbitra: Erica Chambers Kim Hoyte |

### Semifinales
| 10 de octubre de 2008 | Argentina | 1:3     | Chile |                                              |                                              |
|                       |           | Reporte |       | Árbitra: Michelle Joubert Stephanie Judefind | Árbitra: Michelle Joubert Stephanie Judefind |

| 10 de octubre de 2008 | México | 1:6     | Estados Unidos |                                        |                                        |
|                       |        | Reporte |                | Árbitra: Maritza Pérez Irene Presenqui | Árbitra: Maritza Pérez Irene Presenqui |

### Tercer puesto
| 12 de octubre de 2008 | Argentina | 8:0     | México |                                       |                                       |
|                       |           | Reporte |        | Árbitra: { Maritza Pérez Emma Simmons | Árbitra: { Maritza Pérez Emma Simmons |

### Final
| 12 de octubre de 2008 | Chile | 1:2 (t.e) | Estados Unidos |                                           |                                           |
|                       |       | Reporte   |                | Árbitra: Michelle Joubert Irene Presenqui | Árbitra: Michelle Joubert Irene Presenqui |

| Bandera de Estados Unidos |
| Campeón Estados Unidos    |
| Primer título             |

## Posiciones finales
| Posición | Equipo            |
| -------- | ----------------- |
| 1        | Estados Unidos    |
| 2        | Chile             |
| 3        | Argentina         |
| 4        | México            |
| 5        | Uruguay           |
| 6        | Trinidad y Tobago |
| 7        | Barbados          |
| 8        | Bermudas          |

## Goleadoras
| Jugadora            | Equipo         | Goles |
| ------------------- | -------------- | ----- |
| Katie O'Donnell     | Estados Unidos | 8     |
| Cristine Fingerhuth | Chile          | 7     |
| Aidee Castillo      | México         | 6     |